# Pozaldez
Pozaldez è un comune spagnolo di 564 abitanti situato nella comunità autonoma di Castiglia e León.